# Iroduku Sekai no Ashita kara
Irozuku sekai no ashita kara (色づく世界の明日から "Ngày mai, sắc màu của thế giới sẽ đổi thay") là một anime truyền hình được sản xuất bởi P.A. Works do Shinohara Toshiya đạo diễn ra mắt vào tháng 10 năm 2018.

## Cốt truyện
Lấy bối cảnh của thành phố Nagasaki, câu chuyện kể về một thế giới giả tưởng nơi mà một lượng nhỏ phép thuật vẫn còn tồn tại trong cuộc sống hằng ngày. Tsukishiro Hitomi, hậu duệ của một gia tộc phù thủy là một cô gái 17 tuổi lớn lên với sự thiếu thốn về mặt cảm xúc vì cô đã mất đi khả năng cảm nhận màu sắc từ nhỏ. Cảm thấy có lỗi với tương lai của cháu gái mình, Kohaku đã gửi cô bé về quá khứ năm 2018, ở đó Hitomi được gặp Kohaku hồi còn trẻ. Qua việc trải nghiệm cuộc sống với người bà của mình và các thành viên câu lạc bộ, Hitomi được lớn lên như một người bình thường mà không phải bận tâm quá nhiều đến phép thuật nữa.

## Nhân vật
Tsukishiro Hitomi (月白 瞳美)
Lồng tiếng bởi: Ishihara Kaori
Tsukishiro Kohaku (月白 琥珀)
Lồng tiếng bởi: Hondo Kaede
Aoi Yuito (葵唯翔)
Lồng tiếng bởi: Chiba Shōya
Kazeno Asagi (風野 あさぎ)
Lồng tiếng bởi: Ichinose Kana
Kawai Kurumi (川合 胡桃)
Lồng tiếng bởi: Tōyama Nao
Yamabuki Shō (山吹 将)
Lồng tiếng bởi: Maeda Seiji
Fukazawa Chigusa (深澤 千草)
Lồng tiếng bởi: Murase Ayumu

## Sản xuất và phân phối
Đây là một dự án anime nguyên tác được P.A. Works sản xuất với đạo diễn là Shinohara Toshiya, thiết kế nhân vật bởi Fly. Akiyama Yuki chịu trách nhiệm giám đốc hình ảnh và chỉnh sửa hoạt hoạ nhân vật cho bộ phim. Suzuki Kurumi là đạo diễn hoạt hoạ và Higashi Junichi chịu trách nhiệm kiếm duyệt hoạt hoạ. Namiki Tomo và Tomita Yoshimitsu quản lý khâu nhiếp ảnh phục vụ cho bộ phim. Nakano Naomi là người đạo diễn màu sắc trong khi đó Kiritani Tachi là đạo diễn đồ hoạ và Yamada Yō là đạo diễn âm thanh với Infinite chịu trách nhiệm sản xuất.. Anime dự kiến bắt đầu khởi chiếu vào tháng 10 năm 2018.